# تل
اَلتَّلُّ أو الرَّبوة مرتفعٌ من الأرضِ دونَ الجبل، وعادةً ما تكون له قمةٌ واحدةٌ جَلِيَّة، وله أسماء أخرى، منها: الْكُدْيَة، والرَّابِيَة، والرّبْوَة.
تتخذ التلال مظهراً وسطاً بين الجبال والسهول فهي مشابهة للجبال من حيث الوعورة والتضرس لكن على نطاق مصغر إذ أن معامل ارتفاعها النسبي يتراوح بين (200 - 2000)م أما منحدراتها فتزيد عن (3) درجات أو (5%) وتصنف التلال من مراتب أشكال الأرض (أشكال الأرض ذات المرتبة الثالثة). وهي الأشكال الأرضية التي تنشأ بفعل العوامل الخارجية التي تتأثر فيها الطبقات الخارجية من الأرض.

## الاصطلاح

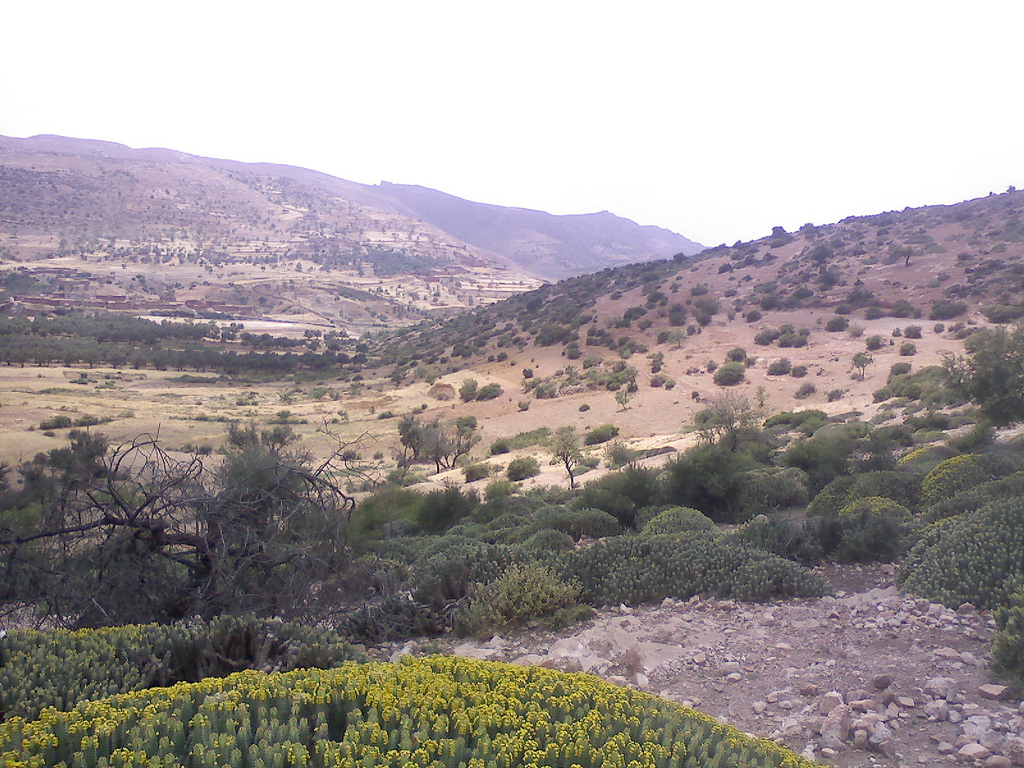
تلال على طريق شلالات أوزود - إقليم أزيلال - المغرب.

الفرق بين التل والجبل غير واضح وغير موضوعي إلى حد كبير، لكن التل يعتبر عالميا أقل طولًا وأقل انحدارًا من الجبل.
في المملكة المتحدة، اعتبر الجغرافيون تاريخياً الجبال على أنها تلال يزيد ارتفاعها عن 1000 قدم (304.8 مترًا) فوق مستوى سطح البحر، والتي شكلت أساس مغامرة فيلم عام 1995 "الإنجليزي الذي صعد فوق تل ولكنه جاء إلى أسفل الجبل"، في المقابل، يميل المتنزهون إلى الاهتمام بالجبال على ارتفاع 2000 قدم (610 م) فوق مستوى سطح البحر. يقترح قاموس أوكسفورد الإنجليزي أيضًا حدًا يصل إلى 2000 قدم (610 مترًا) ويذكر ويتو أن "بعض السلطات تعتبر المرتفعات فوق 600 متر (1969 قدمًا) كالجبال، ويشار إليها أدناه بالتلال، اليوم، يتم تعريف الجبل عادة في المملكة المتحدة وإيرلندا كل قمة لا يقل ارتفاعها عن 2000 قدم أو 610 متر، في حين أن تعريف الحكومة البريطانية الرسمي للجبال هي تلك التي يبلغ ارتفاعها 600 متر (1969 قدمًا) أو أعلى، تتضمن بعض التعاريف شرط البروز الطبوغرافية، عادة 100 قدم (30.5 مترًا) أو 500 قدم (152.4 مترًا)، في الممارسة العملية، يشار إلى الجبال في اسكتلندا في كثير من الأحيان باسم "التلال" بغض النظر عن طولها، كما ينعكس في أسماء مثل تلال كويلين وتلال توريدون، في ويلز، التمييز هو مصطلح استخدام الأرض ومظهره وليس له علاقة بالطول.
لفترة من الوقت، حددت الولايات المتحدة الجبل بأنه 1000 قدم (304.8 م) أو أكثر، أي شكل الأرض أقل من هذا الارتفاع كان يعتبر تل، ومع ذلك، خلصت هيئة المسح الجيولوجي الأمريكية إلى أن هذه المصطلحات لا تحتوي في الواقع على تعريفات مختصة في الولايات المتحدة.
عرّفت الموسوعة السوفيتية العظمى «التل» بأنه مرتفع يصل ارتفاعه النسبي إلى 200 متر (660 قدم)، الأكمة الأوراسية هي تل صغير، وتشمل الكلمات الأخرى مثل هضبة (في اسكتلندا، أيرلندا الشمالية وشمال إنجلترا)، قد تتم الإشارة إلى التلال الاصطناعية بواسطة مجموعة متنوعة من الأسماء الفنية، بما في ذلك التلة والجثوة.
قد تتشكل التلال من خلال الظواهر المورفولوجيا: التصدع، وتآكل الأشكال الأرضية، مثل الجبال، وحركة وترسب الرواسب عن طريق الأنهار الجليدية (مثل الركام جليدي والدروملين أو عن طريق التعرية التي تكشف الصخور الصلبة التي تتحول إلى أسفل إلى تلة)، تنتج القمم المدورة للتلال عن الحركة الإنتشارية للتربة والحطام الصخري لتغطية التلال، وهي عملية تعرف باسم زحف انحدار التلال.
أسماء مختلفة تستخدم لوصف أنواع التل، بناءً على المظهر وطريقة التكوين، نشأت العديد من هذه الأسماء في منطقة جغرافية واحدة لوصف نوع من تكوين التلة خاص بتلك المنطقة، على الرغم من أن الأسماء غالباً ما يتم تبنيها بواسطة الجيولوجيين وتستخدم في سياق جغرافي أوسع، وتشمل:
- المنحدر - المصطلح الاسكتلندي للتلال أو حافة التل.
- دروملين - تل ممدود على شكل حوت يتكون من حركة جليدية.
- القور - تل معزول مع جوانب شديدة الانحدار وقمة مسطحة صغيرة، تكونت بسبب الطقس.
- كوب - تل مدور أو جبل منخفض، نموذجي من أوروبا الوسطى.
- تور - تشكيل صخري موجود على قمة تل؛ تستخدم أيضا للإشارة إلى التل، وخاصة في جنوب غرب إنجلترا.
- بوي - يستخدم بشكل خاص في أوفيرن، فرنسا، لوصف تل بركاني مخروطي.
- بينجو - تل من الجليد المغطى بالأرض في القطب الشمالي والقطب الجنوبي.

## دلالة تاريخية
تم بناء العديد من التسويات أولاً على التلال، إما لتجنب الفيضانات (خاصة إذا كانت بالقرب من مسطحات مائية كبيرة) أو للدفاع (لأنها توفر رؤية جيدة للأرض المحيطة وتتطلب مهاجمين محتملين للقتال شاقة)، أو لتجنب المناطق الكثيفة من الغابات، على سبيل المثال، بنيت روما القديمة على سبعة تلال، لحمايتها من الغزاة.

تقع بعض المستوطنات، لا سيما في الشرق الأوسط، على تلال اصطناعية تتكون من الحطام (خاصة الطوب الطيني) التي تراكمت على مدى أجيال عديدة. يُعرف هذا الموقع باسم «تل».

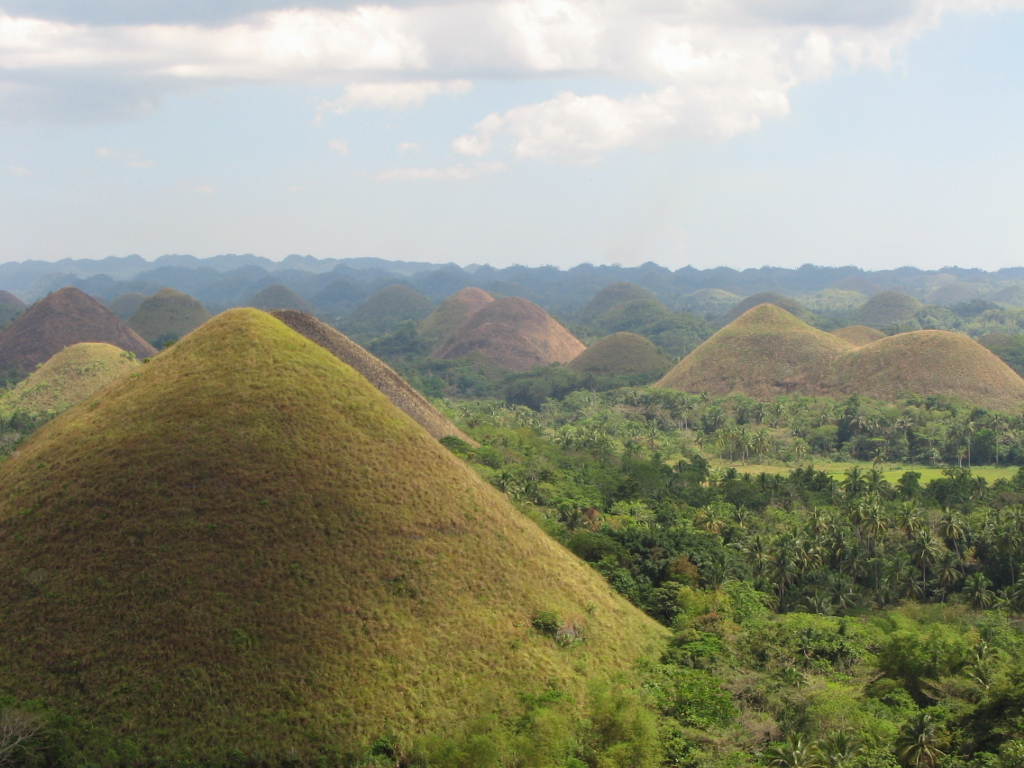
تلال الشوكولاتة في الفلبين

في شمال أوروبا، توجد العديد من الآثار القديمة في أكوام،[بحاجة لتوضيح] بعض هذه الهياكل الدفاعية (مثل حصون التل في العصر الحديدي)، ولكن يبدو أن البعض الآخر ليس له أي أهمية، في بريطانيا، يعتقد أن العديد من الكنائس الموجودة على قمم التلال قد بنيت على مواقع الأماكن المقدسة الوثنية السابقة، اتبعت الكاتدرائية الوطنية في واشنطن العاصمة هذا التقليد وبنيت على أعلى تل في تلك المدينة.[بحاجة لمصدر]

## أهمية عسكرية
التلال توفر ميزة كبيرة للجيش، ومنحهم موقع إطلاق مرتفع؛ لكي يكون من الصعب على الجيش المعراض مهاجمتهم، قد يخفيون أيضًا القوى التي تقف خلفهم؛ مما يسمح للقوة بالانتظار على قمة التل، باستخدام تلك القمة للغطاء، وإطلاق النار على المهاجمين الغير مطمئنين وهم يطرقون قمة التل، نتيجة لذلك، غالبًا ما تتطلب الإستراتيجيات العسكرية التقليدية امتلاك أرض مرتفعة.

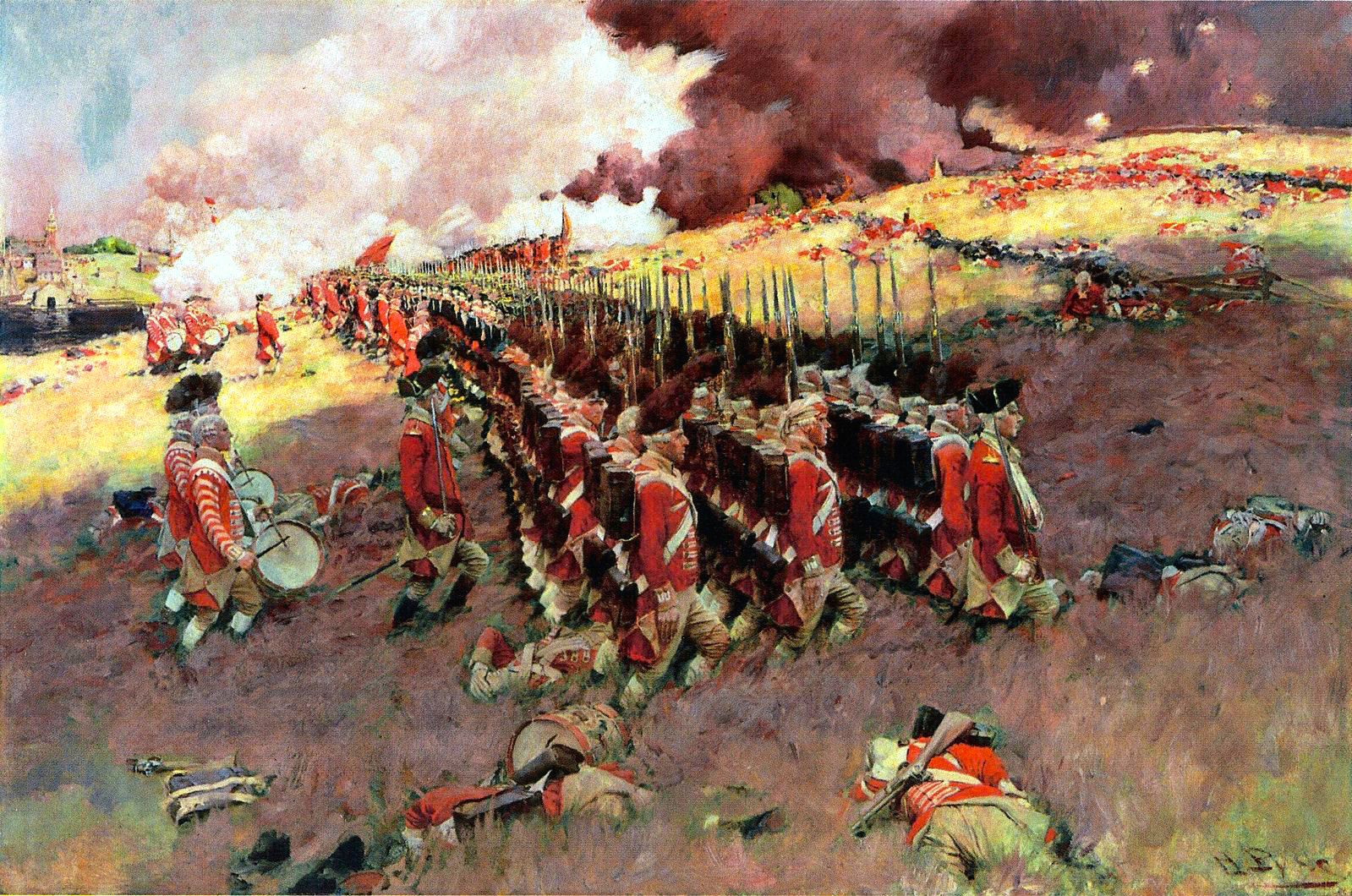
معركة بانكر هيل

كانت التلال مواقع للعديد من المعارك الملحوظة، مثل أول صراع عسكري مسجل في اسكتلندا يُعرف باسم معركة مونس غرابيوس، تشمل النزاعات الحديثة معركة بانكر هيل (التي قاتلت بالفعل على سلالة هيل) في حرب الاستقلال الأمريكية ومقبرة هيل وكولب هيل في معركة غيتيسبيرغ، نقطة تحول في الحرب الأهلية الأمريكية.
معركة سان خوان هيل في الحرب الإسبانية الأمريكية فاز الأميركان بالسيطرة على سانتياغو، خاضت معركة أليسيا على قمة تل الحصن، كان القتال على مامايف كورغان خلال معركة ستالينجراد وجيب أمبروجول في معركة بيليليو أمثلة على القتال الدامي من أجل أرض مرتفعة، مثال آخر حديث هو حرب كارجيل بين الهند وباكستان، سور الصين العظيم هو أيضا مثال مزود للفائدة، إنه مبني على قمم الجبال، وكان من المفترض أن تدافع عن الغزاة من الشمال، ومنغوليين من بين آخرين.

## الرياضة والألعاب
رياضة صعود التلال (بالإنجليزية: Hillwalking)‏ هو مصطلح إنجليزي بريطاني لشكل من أشكال التنزه الذي يتضمن صعود التلال. عادة ما يتم تمييز النشاط عن تسلق الجبال لأنه لا يتضمن الحبال أو تسلق الصخور من الناحية الفنية، على الرغم من أن المصطلحين «جبل وتلة» غالبًا ما يتم استخدامهما بالتبادل في بريطانيا. تحظى منطقة صعود التلال بشعبية في المناطق الجبلية مثل منطقة بيك الإنجليزية ومنطقة المرتفعات الإسكتلندية. يتم تصنيف العديد من التلال وفقًا للارتفاع النسبي أو غيرها من المعايير والميزات في قوائم تحمل اسم متسلقي الجبال، مثل مونرو (اسكتلندا) وينرايت (إنجلترا). تتضمن الأنشطة المحددة مثل «تعبئة مونرو» تسلق التلال في هذه القوائم بهدف تسلق كل تلة في القائمة في نهاية المطاف.

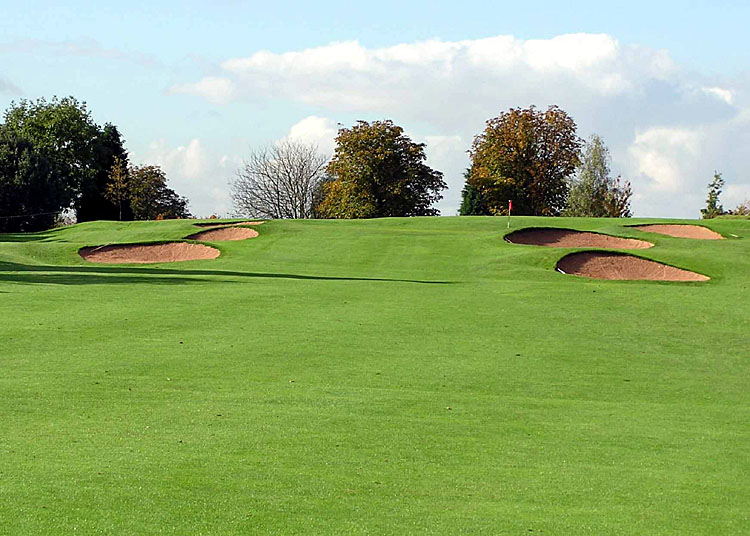
مثال على ملعب للجولف في إنجلترا يحتوي على تلال

إن تبادل لفائف الجبن هي مناسبة سنوية في الريف الغربي لإنجلترا والتي تنطوي على لف عجلة من الجبن أسفل التل. يقف المتسابقون في الأعلى ويطاردون عجلة الجبن إلى الأسفل. الفائز، الشخص الذي يمسك بالجبن، يحصل على عجلة الجبن كجائزة.[بحاجة لمصدر]

## أكبر التلال الاصطناعية
- سوفينهو، ألمانيا (200 متر (660 قدم))
- ضريح أول إمبراطور تشين، الصين (76 م (249 قدم))
- إكسبيديشن إفرست، فلوريدا (61 متر (200 قدم))
- مونتي ستيلا، إيطاليا (45 متر (148 قدم))
- تل بلاكستراب للتزلج، كندا (45 متر (148 قدم))[16] مسموح بالمشي فيها لمسافات طويلة والتزلج الريفي ايضا على الجليد والمشي بالاحذية الثلجية وركوب الدراجات في الجبال بالإضافة للصيد وصيد الأسماك والتمتع بالطبيعة وركوب الخيل. كما انه ممنوع استخدام المركبات باستثناء عربات الثلوج.[17]
- تل جينغشان، الصين (45 م (148 قدم))
- غريزلي بيك، كاليفورنيا (34 م (112 قدم))
- جبل مانيستي، إنجلترا (30 متر (100 قدم))
- ماونت غوشمور، فلوريدا (27 م (89 قدم))
- تل سيلبوري، إنجلترا (40 متر (130 قدم))
- أكمة الرهبان، إلينوي (30 متر (98 قدم))

## معرض

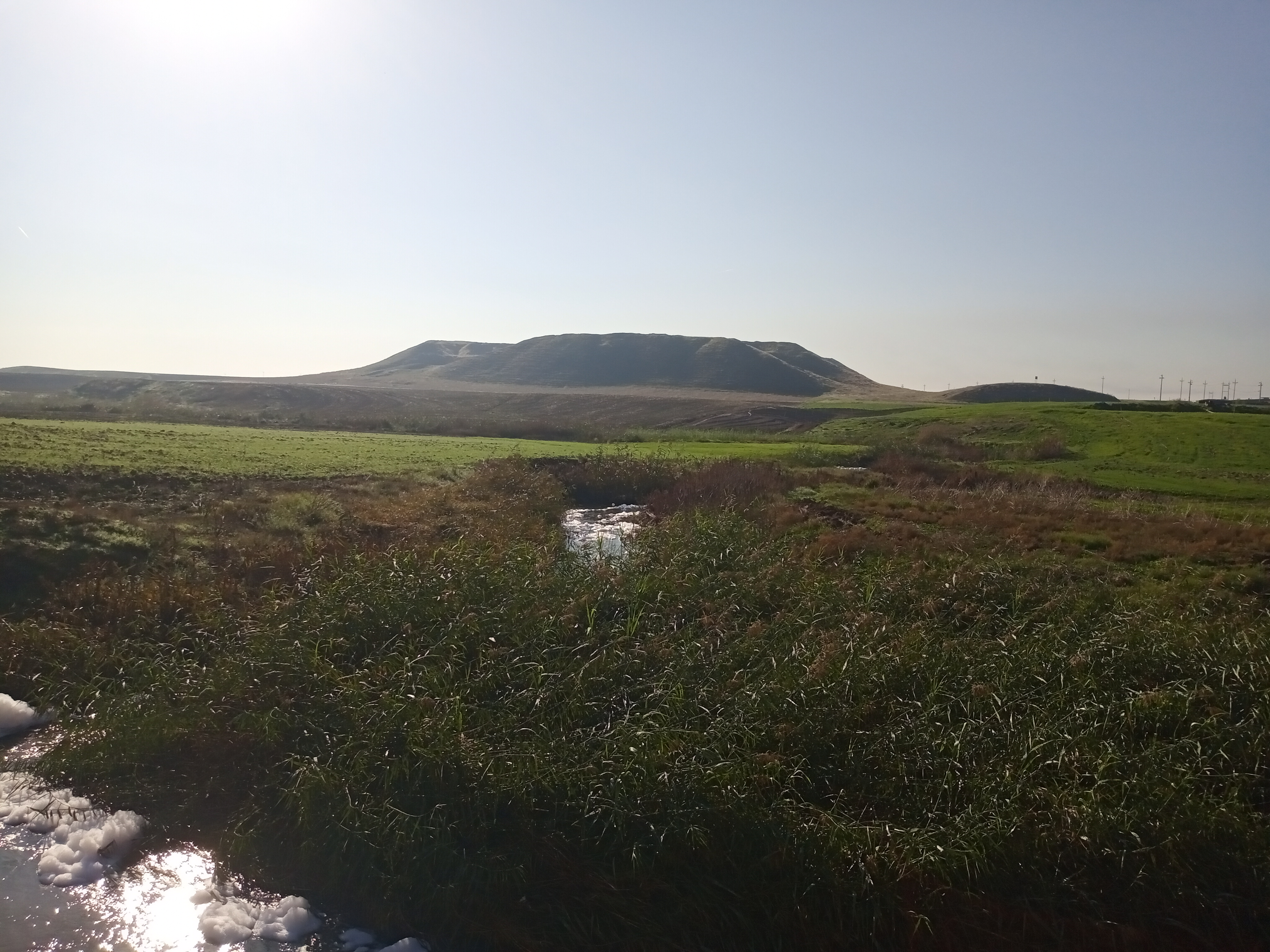
تل قصر شمامك الأثري في أربيل
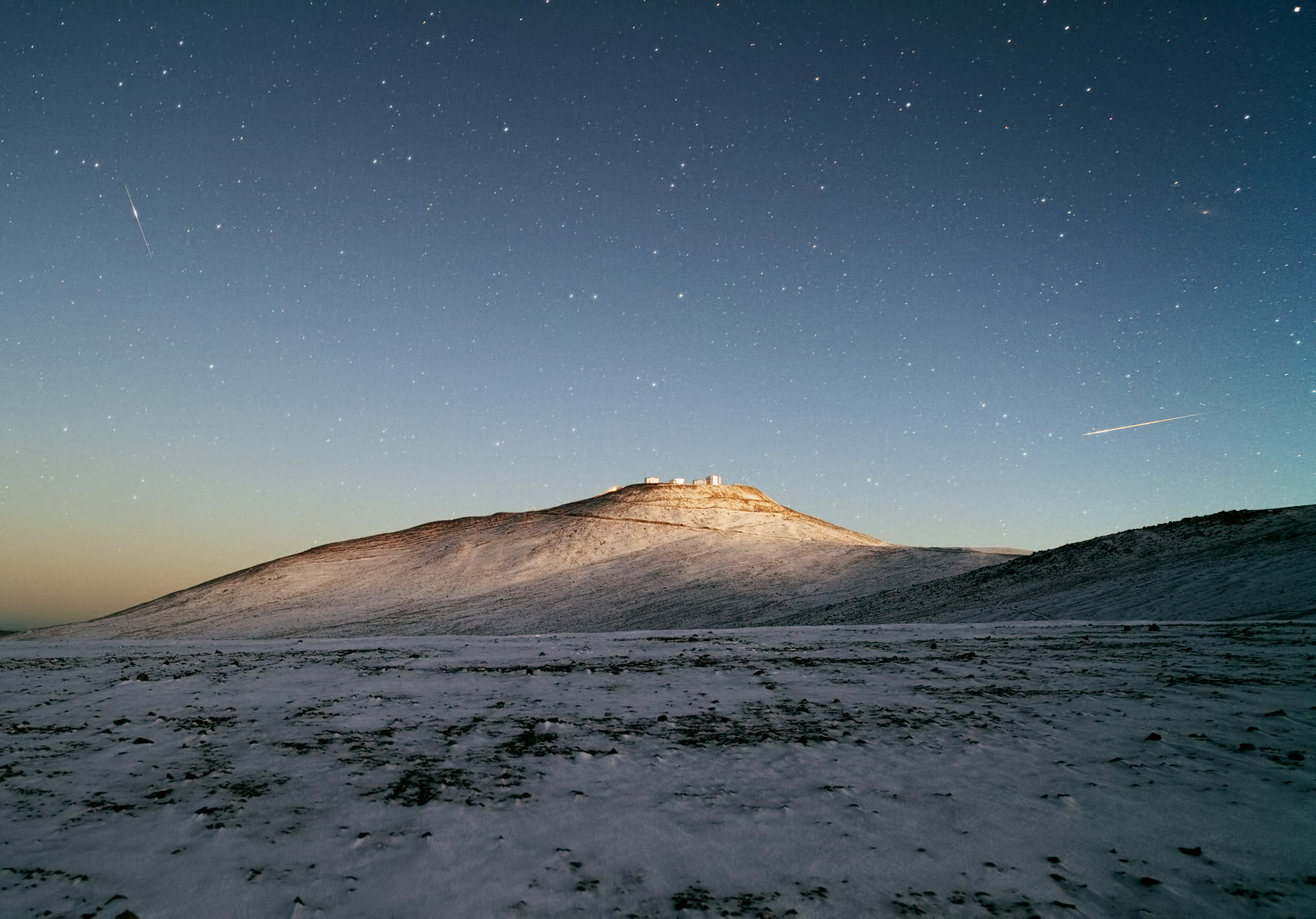
يعد سيرو بارانال في تشيلي مكانًا متميزًا للمراقبة الفلكية ومنزلًا لتلسكوبات كمرصد أوروبي اجنوبي
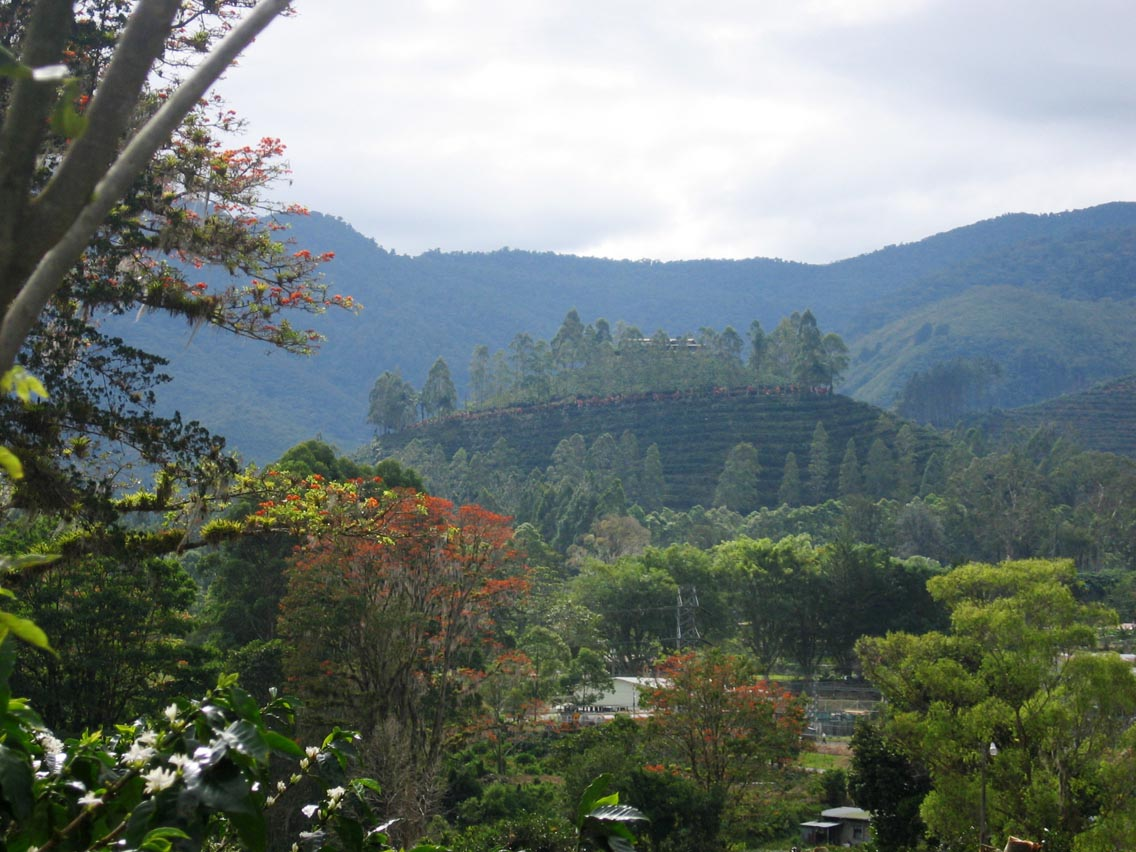
مزرعة للبُن على تل مخروطي بالقرب من كوستاريكا.
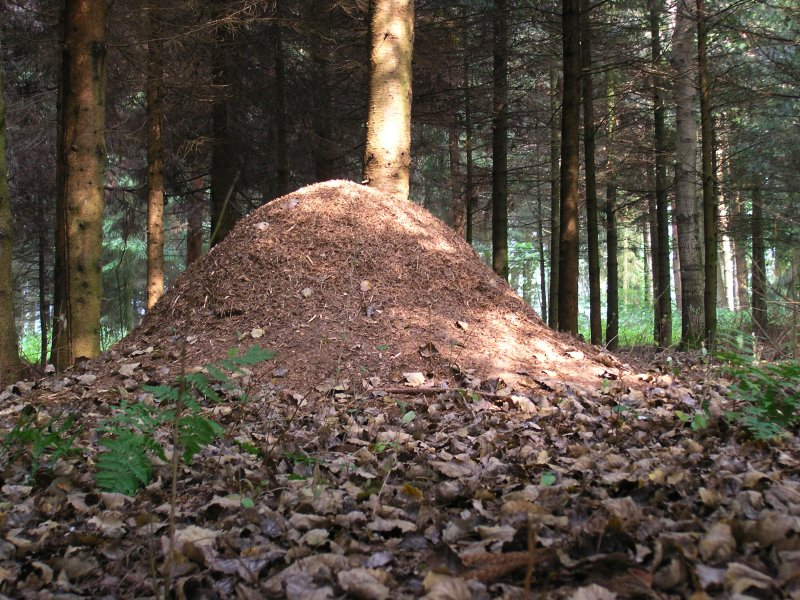
بيت النمل، وهو تُلَيل يشار إليه أحيانًا باسم التل
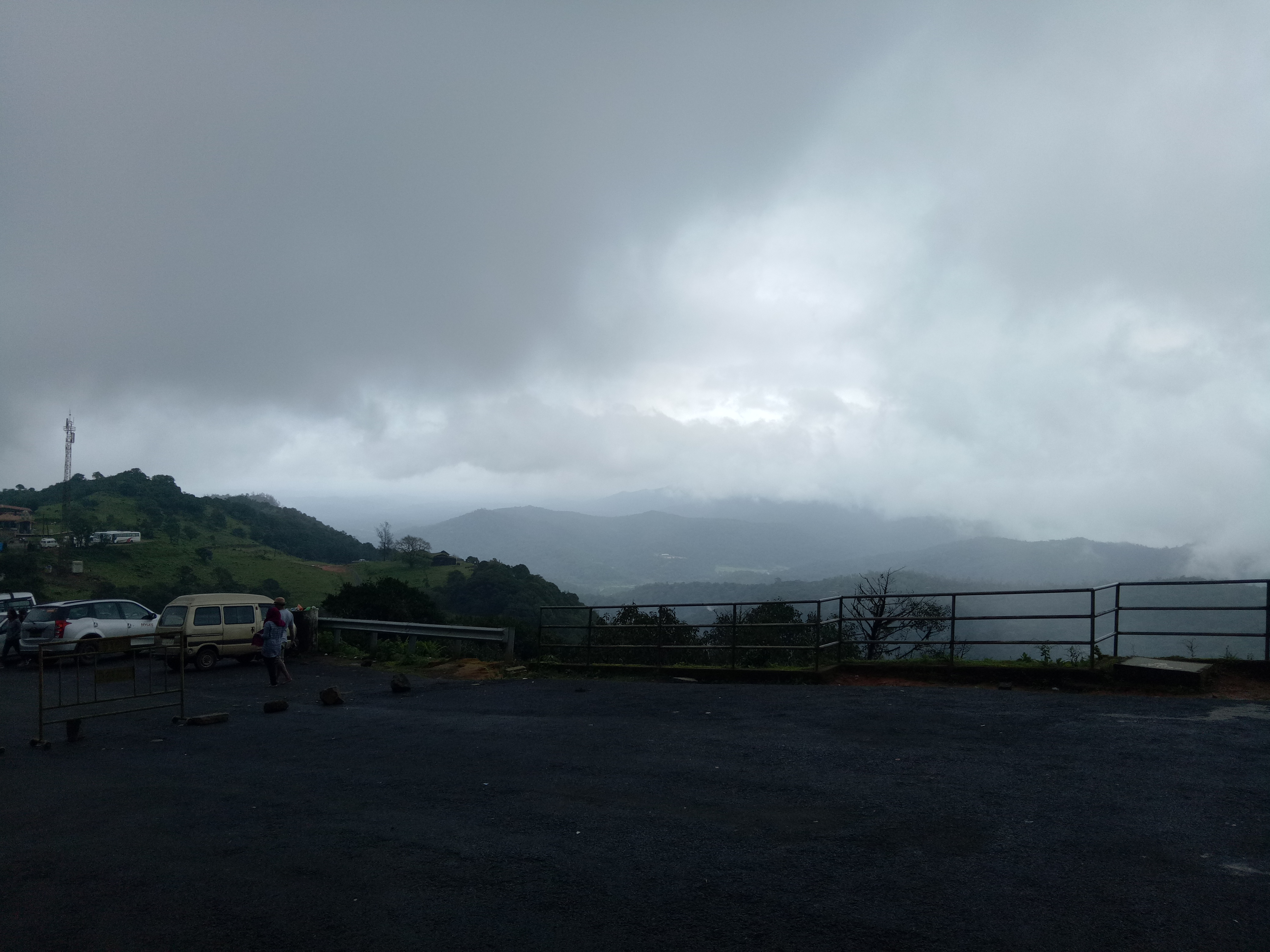
تل في ميسور
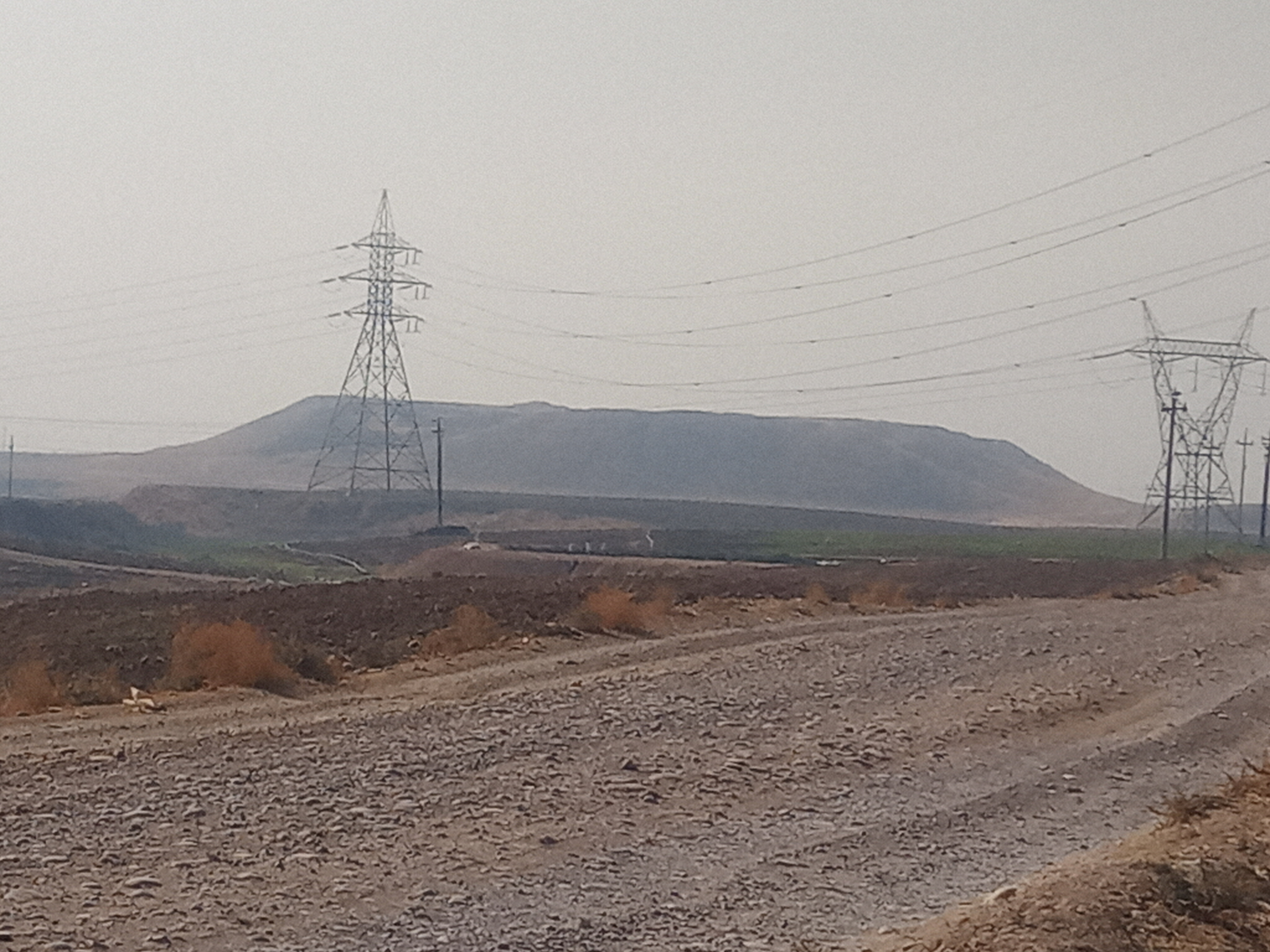
تل قصر شمامك الأثري في أربيل
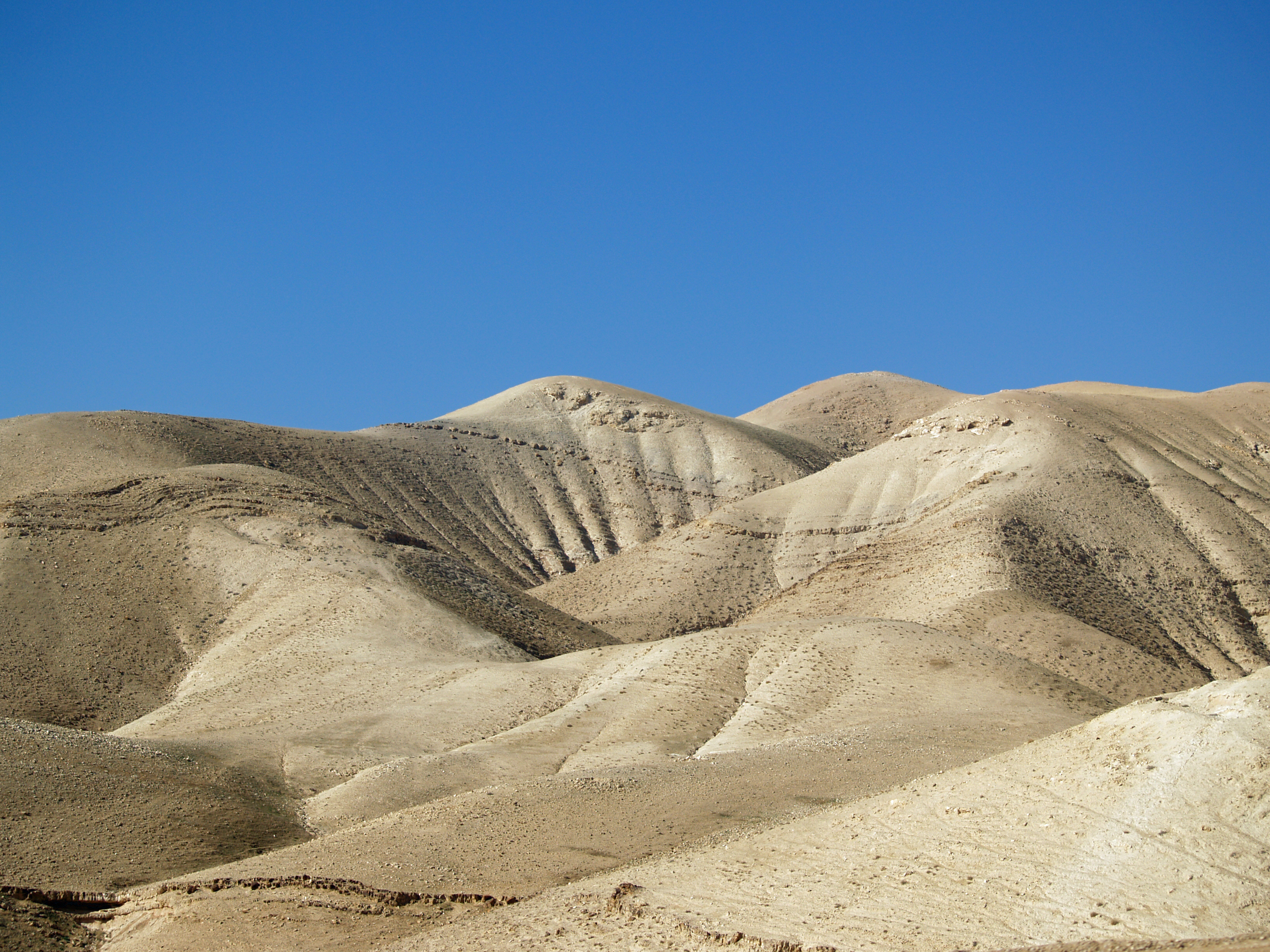
تلال برية الخليل
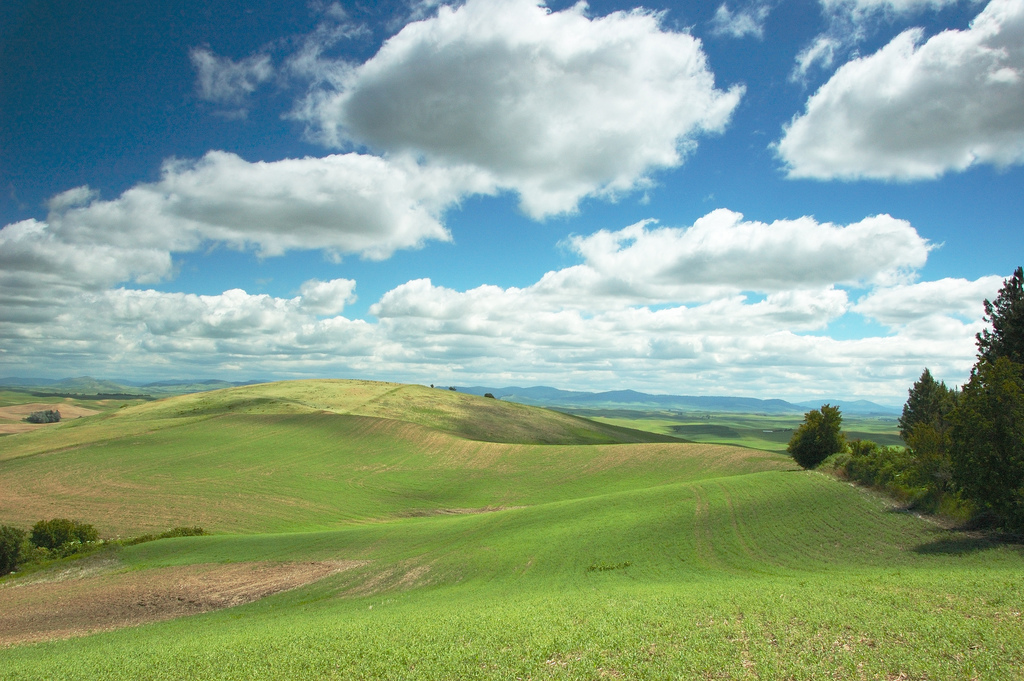
الغيوم فوق التلال في وشنطن